# Overijssel van A tot Z

## A

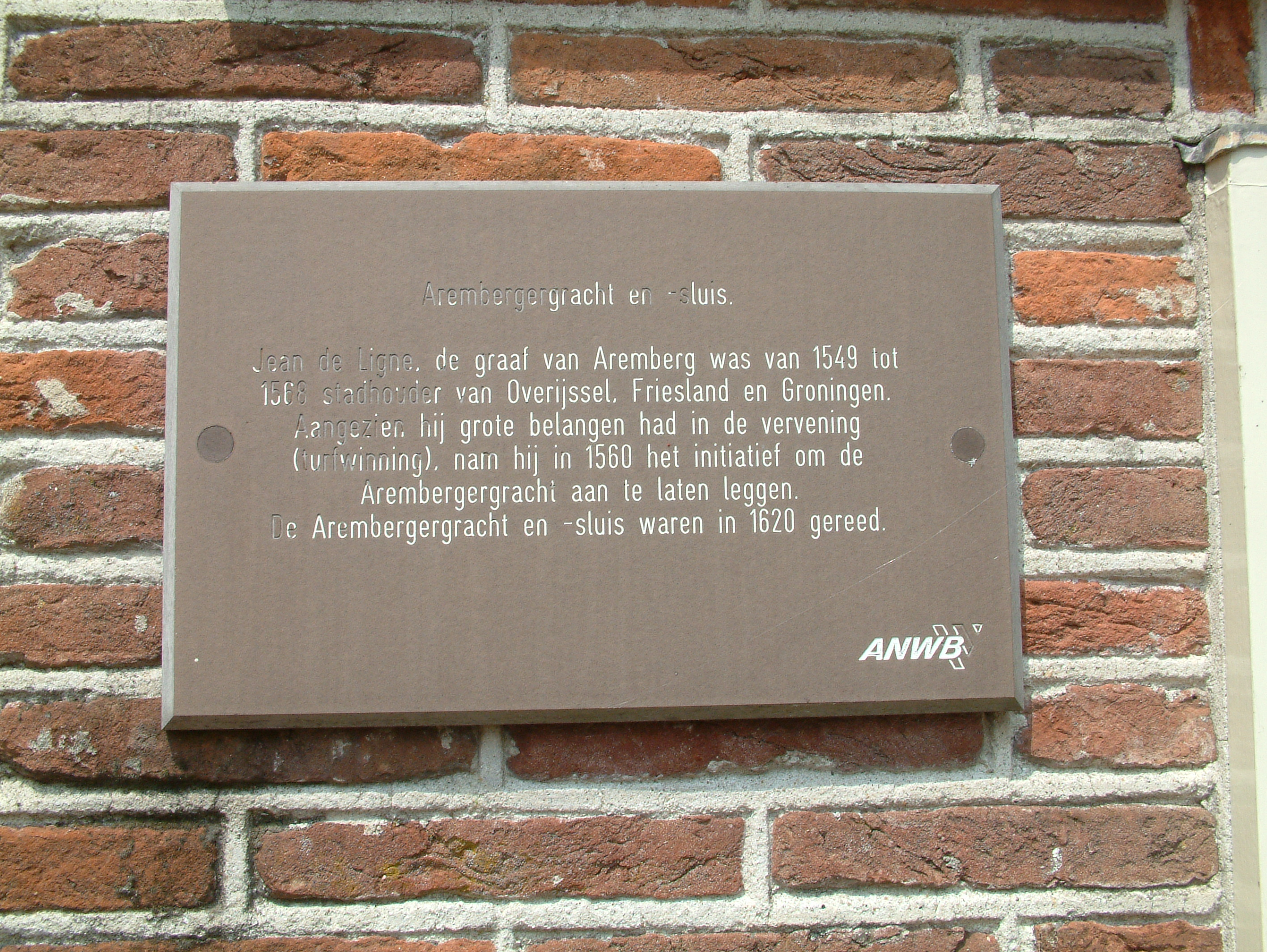
Informatiebord naamgeving Arembergersluis

A1 -
A28 -
A35 -
Aadorp -
Aa-landen -
Abdij Sion -
Academie voor Kunst en Industrie -
Afsched - 
Agelo -
Agnieten College -
AKI -
Almelo -
Ambt Almelo -
Ambt Delden -
Ambt Hardenberg -
Ambt Ommen -
Ambt Vollenhove -
Ane -
Anerveen -
Anevelde -
Ankum -
Klaas Annink -
Apenhuizen -
Arboretum Poort Bulten -
Arembergersluis - 
Arriën -
Arriërveld -
Assendorp -
Attractiepark Slagharen -
ROC Aventus -
Avereest -
Averlo en Frieswijk - 
Avonturenpark Hellendoorn -
Azelo

## B
Baarlo (Steenwijkerland) -
Baarlo (Zwartewaterland) -
Baars (gehucht) -
Balkbrug -
Barsbeek -
Basiliek van Onze-Lieve-Vrouw-Tenhemelopneming (Zwolle) -
Basse -
Bathmen -
Willem Baudartius -
Beckum -
Begraafplaats van Baarlo - 
Beleg van Zwolle -
Belt-Schutsloot -
Belterwijde - 
Bentelo -
Bergentheim -
Beulakerwijde - 
Beuningen -
Bisschopsmolen -
Blankenham -
Blauwe Hand -
Blijmarkt - 
Blokzijl -
Boekelo -
Jonnie Boer -
Bokkingshang -
Bolletje -
Bolwerksmolen -
De Bonte Wever -
De Borkeld -
Borne -
Bornerbroek -
Boswachterij Staphorst -
Bovenwijde - 
Braamberg -
Brammelo -
Brederwiede -
Breklenkamp -
Broederpoort -
Broeders des gemeenen levens -
Brucht -
Bruchterveld -
Bruinehaar -
L.J. Bruna -
De Bult -
Daphne Bunskoek -
Burgwalkerk -
Bussemakershuis -
Buurse -

## C
Campherbeek -

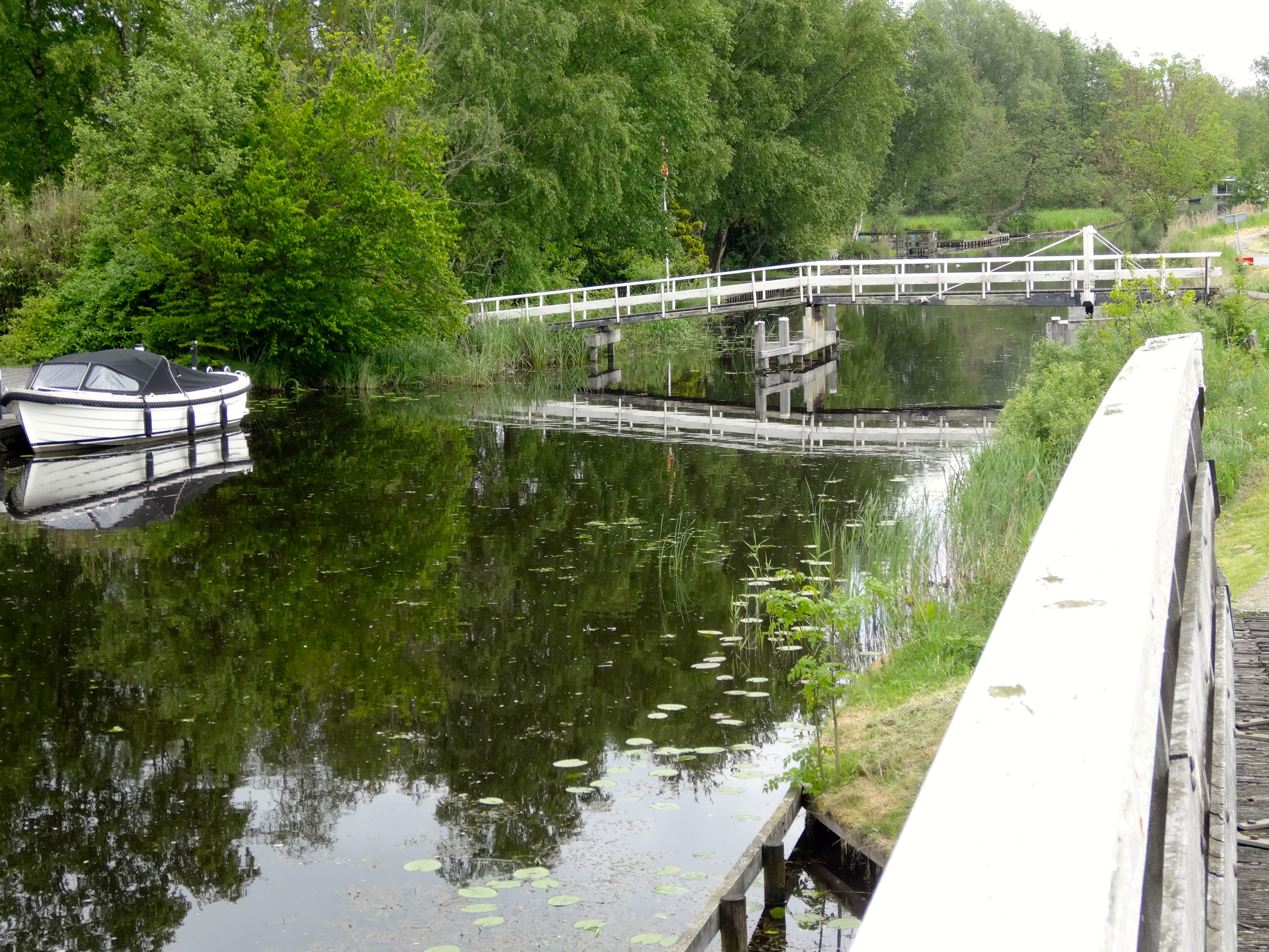
Cornelisgracht bij Dwarsgracht

Van der Capellen Scholengemeenschap -
Categorie:Spoorwegstation in Overijssel -
Cellemuiden - 
Collendoorn -
Colmschate -
Congregatie van Windesheim -
Cornelisgracht

## D
Daarle -
Daarlerveen -
Dagboek van Jan Kruys -
Dalfsen (dorp) -
Dalfsen (gemeente) -
Dalmsholte -
Dedemsvaart (kanaal) -
Dedemsvaart (plaats) -
Dedemsvaartsche Stoomtramweg-Maatschappij -
Van Deinse Instituut -
Deldenerbroek -
Deldeneresch -
Denekamp -
Deurningen -
Deventer -
Deventer (gemeente) -
Deventer Boekenmarkt -
Deventer Hockey Vereniging -
Deventer moordzaak -
Deventer Ziekenhuis -
Diepenheim -
Diepenveen -
Stadion Het Diekman -
Diezerpoort (stadspoort) -
Diezerstraat (Zwolle) -
Diffelen -
Dijkerhoek -
Dijkerhoek -
Dinkel -
Dinkelland -
Dinxterveen -
Doosje -
Dortherhoek -
Dulder -
Dwarsgracht

## E
Ebbenbroek -
Stien Eelsingh -
Eerde (landgoed) -
Eerde (Overijssel) -
De Eese -
Eesveen -
Eikelhof -
Elsen -
Emmen (Overijssel) -
Enschede -
Enschede Airport Twente -
Enschede (voetbalclub) -
Enter (Overijssel) -
Enterbroek -
Eppenzolder -
Erehof Blokzijl - 
Erehof Kuinre - 
Erehof Vollenhove - 
Erehof Willemsoord - 
Espelo

## F
Fanfare (film) -
Fanny Blankers-Koen Stadion -
FC Twente -
Herman Finkers - 
Fleringen - 
Fortmond - 
Frankhuis - 
Friezenberg -

## G
Gammelke -
Ganzendiep - 
Gelderman -
Eelco Gelling - 
Genemuiden -
Genne - 
Genne-Overwaters - 
Geschiedenis van Deventer - 
Geschiedenis van Overijssel - 
Geschiedenis van Zwolle -
Giethoorn -
Giethoornsche Meer - 
Giethmen -
Glane -
Glanerbeek -
Glanerbrug -
Go Ahead Eagles -
Golden-Wonder -
Goor -
Goorseveld -
Hendrikus Jacobus Gorter -
Grafhorst -
Gramsbergen -
Grolsch -
De Grolsch Veste -
Greijdanus (school) -
Groot Agelo -
Geert Grote -
Grote Aa (Zwolle) -
Grote Markt (Zwolle) -
Grootste Overijsselaar

## H
Haaksbergen -
De Haandrik -
Bert Haanstra -
Haarle (Hellendoorn) -
Halfweg (Staphorst) -
Den Ham (Overijssel) -
Hardenberg -
Hasselt (Overijssel) -
Van Heek -
Heemse -
Heemse-pruttieshoek - 
Heemserveen -
's-Heerenbroek -
Heerlijkheid Overijssel -
Heetveld -
Heino -
Hellendoorn -
Hengelo -
Hengelo Bier -
Hengevelde -
Herike -
Hessenpoort -
Hexel -
Hezingen -
Historisch Museum Vriezenveen -
Hof van Twente -
Hoge Hexel -
Holten -
Holtenbroek -
Holterberg -
Holtheme -
Holthuizen -
Honesch -
Hoogengraven -
Hoogenweg -
Hoonhorst -
Huis Diepenheim -
Huis Werkeren -
Hulsen -
Den Hulst -
Huttenkloas (bier)

## I
IJhorst -
IJsbaan Twente -
Isala (ziekenhuis) - 
St. Isidorushoeve -
IJssel -
IJsselbrug (Zwolle) -
IJsseldelta (nationaal landschap) - 
IJsselhallen -
IJsselmuiden -
IJsseltoren -
IJzeroer

## J
Jonen (Steenwijkerland) -
Van Jonge Leu en Oale Groond -
Joodse begraafplaats (Blokzijl) - 
Joodse begraafplaats (Deventer) -
Joodse begraafplaats (Goor) -
Joodse begraafplaats (De Pol) - 
Joodse begraafplaats (Steenwijk) - 
Joodse begraafplaats (Zwartsluis) - 
Joodse begraafplaats (Zwolle) -
Joodse begraafplaatsen (Hardenberg) - 
Junne

## K

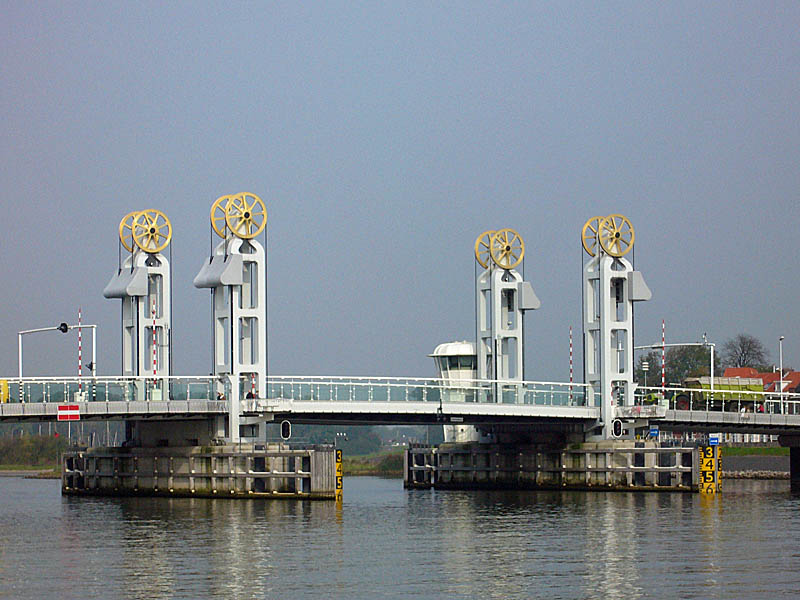
Kampen,
Stadsbrug over de IJssel

Kaatje bij de Sluis -
Kalenberg -
Kalenbergergracht - 
Kallenkote -
Kamp Erika -
Kampen (gemeente) -
Kampen (stad) -
Kampereiland -
Kamperpoort (stadspoort) -
Kamperveen -
Kanaal Almelo-De Haandrik -
Kanaal Almelo-Nordhorn - 
Kanaal Beukers-Steenwijk - 
Kanaal Steenwijk-Ossenzijl - 
André Karnebeek - 
Kasteel Eerde -
Kasteel Rechteren -
Kasteel Voorst -
Kerspel Goor -
Kievitsnest - 
Klazien uit Zalk -
Klein Agelo -
Kleine Aa (Zwolle) -
Kloosterhaar -
De Klosse -
Knooppunt Hattemerbroek -
Knooppunt Lankhorst -
Moniek Kleinsman -
Koninklijke UD -
Koornmarktspoort -
De Koperen Hoogte -
Kop van Overijssel -
Kottenpark -
Kranenburg -
Kroamschudd'n in Mariaparochie -
Gerhardus Kruys -
Hendrik Kruys -
Jan Kruys -
Kuinre -
Kuiperberg

## L
Hendrik van Laar -
Langelo -
Ellen van Langen -
Langeveen -
Lankhorst -
Jos Lansink -
Lattrop -
Leeuwte -
De Leijen -
Lemele -
Lemelerberg -
Lemelerveld -
Lemselo -
Lettele -
De Librije -
De Lichtmis -
Lierderholthuis -
Lijst van burgemeesters van Almelo -
Lijst van burgemeesters van Avereest -
Lijst van burgemeesters van Enschede -
Lijst van burgemeesters van Hardenberg -
Lijst van burgemeesters van Hengelo (Overijssel) -
Lijst van burgemeesters van Hof van Twente -
Lijst van burgemeesters van Kampen -
Lijst van burgemeesters van Losser -
Lijst van burgemeesters van Staphorst -
Lijst van burgemeesters van Steenwijk -
Lijst van burgemeesters van Steenwijkerland -
Lijst van burgemeesters van Tubbergen -
Lijst van burgemeesters van Wierden -
Lijst van burgemeesters van Zwartewaterland -
Lijst van burgemeesters van Zwartsluis -
Lijst van burgemeesters van Zwolle - 
Lijst van drosten van Twente - 
Lijst van gebieden van Landschap Overijssel - 
Lijst van gouverneurs en commissarissen van de Koning in Overijssel - 
Lijst van musea in Overijssel - 
Lijst van steden en dorpen in Overijssel -
Lijst van voormalige gemeenten in Overijssel -
Linde (Deventer) -
Lonneker -
Loo (Deventer) -
Loozen -
Losser (gemeente) -
Losser (plaats) -
De Lutte -
Luttekepoort (Zwolle) -
Lutten - 
Luttenberg

## M

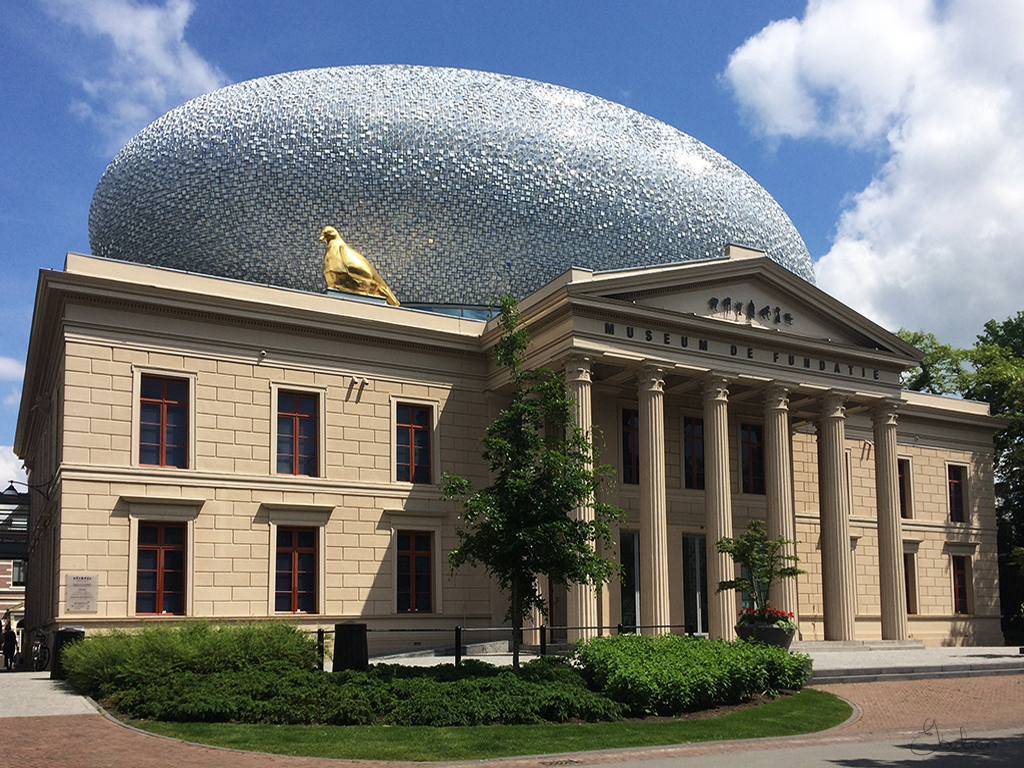
Museum de Fundatie, Zwolle

Maagjesbolwerk -
Mandjeswaard - 
Mariaparochie -
Mariënberg -
Markelo -
Marle (Hellendoorn) -
Marskramerpad -
Mastenbroek -
Mastenbroekerbrug -
Medisch Spectrum Twente - 
Mekkelhorst -
Meppelerdiep (kanaal) - 
Moespot -
Molenbrug -
Molengracht - 
Molenhoek (Overijssel) -
Monden van de IJssel -
Monnikenmolen -
Hennie van der Most -
Muggenbeet -
Museum Buurtspoorweg -
Museum de Fundatie - 
Museum Palthehuis

## N
Nationaal Landschap Noordoost-Twente - 
Nationaal Park Sallandse Heuvelrug -
Nationaal Park Weerribben-Wieden - 
Natuurmuseum Enschede -
Nederland (Overijssel) -
Nedersaksisch -
Neerdorp -
Netwerkstad Zwolle-Kampen -
Nido -
Nieuwe Veen -
Nieuw Heeten -
Nieuwe IJsselbrug (Zwolle) -
Nieuwebrug (Overijssel) -
Nieuwleusen -
Nijenhuis (Olst-Wijhe) - 
Nijstad (Overijssel) -
Nijverdal -
Noord Deurningen -
Notter -
Nutter

## O
Oad Reizen -
Odeon (theater) -
Oele -
De Oele Mölle -
Okkenbroek -
Oldemarkt -
Oldenzaal -
Olst -
Olst-Wijhe -
Ommen (gemeente) -
Ommen (stad) -
Ommerkanaal (kanaal) -
Ommerschans -
Onna (Overijssel) -
Ootmarsum -
Orde van de Ster in het Oosten -
Ossenzijl -
Oud Avereest -
Oude Kerk (Borne) -
Oude Kerk (Delden) -
Oude Molen (Deventer) -
Oudleusen -
Peter den Oudsten -
Overijssel -
Overijsselse Kanalen -
Overijsselse Vecht

## P
Paasberg -
Paasloo -
Palthehuis -
Pelserbrugje -
Peperbus (Zwolle) -
Pierik -
De Pionier -
De Pol (Steenwijkerland) -
Polder Giethoorn - 
Polder Halfweg - 
Poort-Bulten -
De Poppe -
Pothoofd -
Prins Bernhardsluis (Deventer) - 
Progressief Alternatief Steenwijkerland -
Protestantse Theologische Universiteit vestiging Kampen -
Provinciale weg 331 -
Provinciale weg 337 -
Provinciale weg 340 -
Provinciale weg 342 -
Provinciale weg 347 -
Provinciale weg 348 -
Provinciale weg 764 -
Punthorst

## R

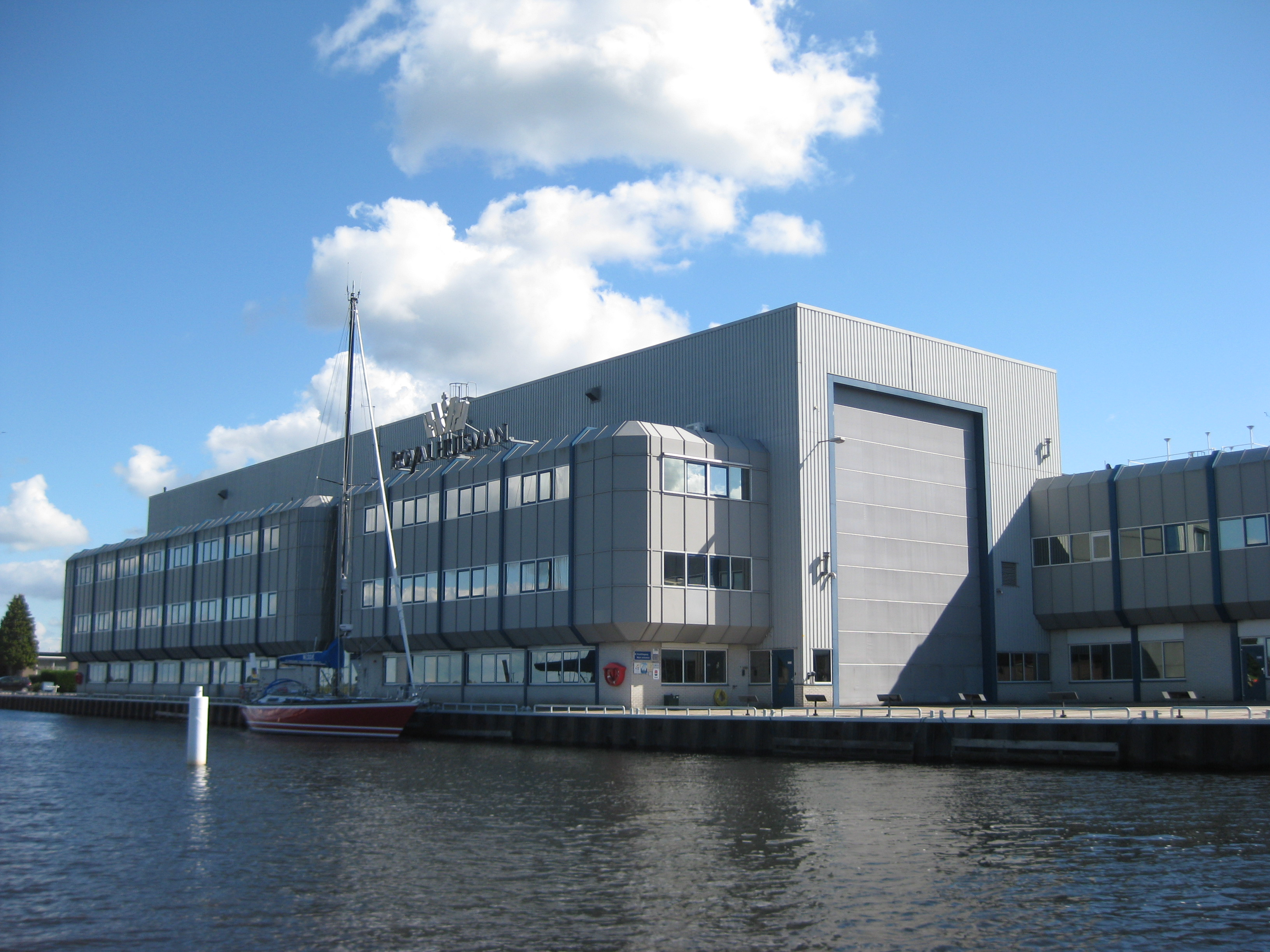
Jachtwerf Royal Huisman
te Vollenhove

Raalte (gemeente) -
Raalte (plaats) -
Radewijk -
Rams Woerthe -
Rechteren -
Rectum (Wierden) -
Reest -
Reevesluis - 
Regge -
Regio Twente -
Rheeze -
Rheezerveen -
Rijksmuseum Twenthe -
Rijksweg 1 -
Rijksweg 28 -
Rijksweg 35 -
Rijssen -
Rijssen-Holten -
Rode Toren -
Het Roessingh - 
Ronduite -
Röpcke-Zweers Ziekenhuis - 
Rossum -
Rouveen -
Royal Huisman - 
RTV Oost -
Rusluie

## S
Saasveld -
Saasveldermolen -
Sahara (Ommen) -
Salland -
Sallands -
Sallandse Heuvelrug -
Sas (Genemuiden) - 
Sassenpoort -
Saxion Hogescholen -
SC Enschede -
Schalkhaar -
Scheerwolde -
Schipbeek -
Schrik van Harculo -
Schuinesloot -
Schuivenhuisje -
Schutsluis Hengelo - 
Sibculo -
Sigismund van Heiden Hompesch -
Sint-Egbertuskerk (Almelo) - 
Sint Gerardus Majellaziekenhuis - 
Sint Jansklooster -
Slagharen -
Slibkolk - 
Frits Slomp -
Sluis Delden - 
Henk Sneevliet -
Salomon Jacob Spanjaard -
De Spiegel (theater) -
Spooldersluis - 
Spoorweg-Maatschappij Meppel-Balkbrug -
Spoorwegstation in Overijssel -
De Sprengenberg -
Stad Almelo -
Stad Delden -
Stad Hardenberg -
Stad Ommen -
Stad Vollenhove - 
Stadsbrand van Genemuiden (1868) - 
Stadshagen -
Stadsmuur (Zwolle) -
Staphorst (dorp) -
Staphorst (gemeente) - 
Staphorster Boertje -
Staphorster variant -
De Star -
Station Bathmen -
Station Boekelo -
Station Colmschate -
Station Deventer -
Station Diepenveen West -
Station Enschede -
Station Enschede De Eschmarke -
Station Enschede Kennispark -
Station Gramsbergen -
Station Haaksbergen -
Station Hardenberg -
Station Heino -
Station Hengelo -
Station Hengelo Oost -
Station Hengelo Gezondheidspark -
Station Holten -
Station Mariënberg -
Station Nijverdal -
Station Ommen -
Station Rijssen -
Station Snippeling -
Station Staphorst -
Station Vriezenveen -
Station Wierden -
Station Wijhe -
Station Zwolle -
Stedelijk Lyceum Enschede -
Steenwijkerland -
Grote of Sint-Michaëlskerk -
Stadshagen -
Steenpoort (Zwolle) -
Steenwijk -
Steenwijkerdiep - 
Steenwijkerwold -
Stegeren -
Stegerveld -
De Stentor -
Stepelo -
Hendrik Sterken Rzn -
Stichting Rijssens Leemspoor -
Het Stift -
Stokkum (Hof van Twente) -
Stoomgemaal Mastenbroek - 
Stoom Schaatsenfabriek Hercules -
Stopplaats Colmschate -
Stopplaats De Platvoet -
Stopplaats Rande -
Stopplaats Willemsoord -
Strenkhaar - 
Synagoge

## T
Tabel van gemeenten in Overijssel - 
Textielindustrie -
Theologische Universiteit Kampen (Broederweg) -
Thomas a Kempis -
Tilligte -
Tubbergen (dorp) -
Tubbergen (gemeente) -
Mark Tuitert -
Tuk (Steenwijkerland) -
Tusveld -
Tweede Kamerverkiezingen 2010/Uitslagen provincie Overijssel - 
Twente -
Twente (voetbalclub) -
FC Twente (vrouwenvoetbal) -
Twentekanaal -
Twenterand -
Twentestad -
Twentol-drama -
Twents (dialect) -
Twents doar is niks mis met -
Twents Techniekmuseum HEIM -
Twents volkslied -
TwentseWelle -
Twilhaar-
Twistvlietbrug -

## U
Univé World on Wheels-skeelercompetitie Klim van Steenwijk 2006 -
Universiteit Twente -
Usselo -
Umbalaha

## V
Varsen -
Vecht -
Vechtdal College -
Vechtdalmarathon 2-daagse -
Veecaten -
Den Velde -
Marleen Veldhuis -
Veldzicht -
Venebrugge -
Verzorgingsplaats Elsenerveld -
Verzorgingsplaats Friezenberg -
Vilsteren -
Vinkenbuurt -
Vispoort (Kampen) -
Vispoort (Zwolle) -
Vlag van Overijssel -
Kirsten Vlieghuis -
Vliegveld Twente -
De Vlijt (Marle) -
Vlöggelen -
Vollenhove -
Volthe -
Voormalige gemeenten in Overijssel -
Voorst (Zwolle) -
Vriezenveen -
Vriezenveens -
Vereniging Oud Vriezenveen
Vroomshoop -
Vuurwerkramp Enschede

## W
Hotel Waanders - 
Wanneperveen -
Waterpoort (Zwolle) -
Watertoren (Daarle) -
Watertoren (Lutten) - 
Watertoren (Nijverdal, nieuwe) -
Watertoren (Nijverdal, oude) -
De Weerribben -
Weerselo -
Wehkamp -
De Westermolen (Dalfsen) -
Albert Wetterman -
Wezenlanden -
De Wieden - 
Wiene -
Wierden -
Wierdense Revue -
Wijhe -
Wijthmenerplas -
Willemsoord (Steenwijkerland) -
Wilsum (Nederland) -
Windesheim (plaats) -
Windesheim (kloosterorde) -
Windesheim (school) -
Windesheimer molen -
Windmotor Giethoorn -
Witharen -
De Witte Leeuw -
Het Witte Kruis (Diezerstraat) -
Witte Paarden -
Woodhenge (Zwolle) -
Woolde

## X Y Z
Ypelo -
Zalk -
Zeesse -
Zeldam -
Ziekenhuis Groep Twente - 
De Zoeke -
Eddy Zoëy -
Zuideinde (Steenwijkerland) -
Zuidloo -
Zuidveen -
Zuna -
Zwarte Water -
Zwartewaterland -
Zwartewatersklooster -
Zwartsluis -
Zwolle -
Zwollerkerspel -
Zwols oproer -
Zwolse paardentram
Drenthe van A tot Z · Flevoland van A tot Z · Friesland van A tot Z · Gelderland van A tot Z · Groningen  van A tot Z · Limburg (Nederland) van A tot Z · Noord-Brabant van A tot Z · Noord-Holland van A tot Z · Overijssel van A tot Z · Utrecht van A tot Z · Zeeland van A tot Z · Zuid-Holland van A tot Z

Nederland · provincies